# Couvent de la Visitation (Premier)
Pour les articles homonymes, voir Couvent de la Visitation.
L'ancien couvent des Visitandines (Premier) est situé dans le centre de Rouen, entre les rues Louis-Ricard et Beauvoisine.
Le cloître fait l’objet d’un classement au titre des monuments historiques par la liste de 1862.

## Historique
Le 6 mars 1629, la ville de Rouen reconnaît l'établissement des religieuses de la Visitation de Sainte-Marie, suivant la requête faite par Jean-François de La Guiche et son épouse Susanne Aux Épaules.
Les sœurs arrivent le 23 octobre 1630. Elles logent d'abord près du couvent des Minimes, avant de s'installer rue Beauvoisine. Le couvent est bâti de 1680 à 1691. L'église conventuelle commencée le 6 août 1711 par l'architecte dominicain Pierre Caumont est achevée au XVIIIe siècle.
C'est de ce couvent qu'en 1642, sept sœurs partent pour fonder un deuxième couvent de la Visitation dans le quartier Est de Rouen.
Pendant la Révolution, le couvent est utilisé pour interner les religieuses insermentées. C'est à ce moment que l'église est détruite.
En 1828, le Muséum d'histoire naturelle de Rouen ouvre ses portes, dans une partie des locaux. En 1831, le Musée départemental des antiquités de Rouen, qui occupe l'autre partie des locaux, ouvre ses portes. En 1996, le Muséum ferme ses portes, à cause de la vétusté des locaux. Il est rouvert depuis 2007.
Les jardins accueillent plusieurs pièces importantes : l'original de la fontaine de la Croix-de-Pierre, le portail du couvent des Clarisses, transféré en 1908.

## Armes du couvent
Ses armes, qui sont celles des Visitandines, sont : le champ d'or, au cœur de gueules percé de deux flèches d'or, enfermé dans une couronne d'épines de sinoples, les épines ensanglantées de gueule, une croix de sable fichée dans l'oreille du cœur.
Le cri d'arme est : Vive+Jésus

## Liste des abbesses
- Mère Marguerite Guérin 1632-1636
- Anne-Thérèse de Préchonnet 1638-1641
- Sœur Françoise Marie Hélye 1655
- Jeanne Marie de Bauquemare 1667, 1693
- Marie Louise Croiset 1696-1701
- Marguerite Séraphique Gréard 1720
- Marie Agnès Gréard 1726-1730
- Marguerite Angélique Le Couteulx 1739, 1742, 1748, 1764
- Mère Julienne Angélique Belard 1745, 1746, 1754
- Marie Arsene de Goderville 1776-1780
- Catherine Angélique Delahaye 1772, 1781-1788